# Živko Želev
Živko Dinčev Želev (in bulgaro Живко Динчев Желев?, traslitterazione anglosassone Zhivko Zhelev; Stara Zagora, 23 luglio 1979) è un allenatore di calcio ed ex calciatore bulgaro, di ruolo difensore.

## Palmarès

### Club

#### Competizioni nazionali
- Campionato bulgaro: 2

Litex Loveč: 1997-1998, 1998-1999
- Coppa di Bulgaria: 2

Litex Loveč: 2000-2001, 2003-2004
- Kupa na Amat'orskata futbolna liga: 1

Vereja: 2013-2014